# Alopia glorifica elegantissima
Sous-espèce
Alopia glorifica elegantissima est une sous-espèce de petits mollusques gastéropodes terrestres de la famille des Clausiliidae qui se rencontre en Roumanie.

## Systématique
Le nom valide complet (avec auteur) de ce taxon est Alopia glorifica elegantissima H. Nordsieck, 1977.
Alopia glorifica elegantissima a pour synonymes :
- Alopia (Alopia) glorifica elegantissima H. Nordsieck, 1977
- Clausilia (Alopia) elegans E. A. Bielz, 1852
- Clausilia elegans E. A. Bielz, 1852

### Publication originale
- (de) Hartmut Nordsieck, « Zur Anatomie und Systematik der Clausilien, XVIII. Neue Taxa rezenter Clausilien », Archiv für Molluskenkunde, vol. 108, n. 1/3, p. 73‑107, Francfort-sur-le-Main, 17 octobre 1977, page 75.